# Andrew Nori
Andrew Nori (né en 1952 ; mort le 9 juillet 2013 à Honiara) est un homme politique et avocat salomonais, principalement connu pour son rôle dans le conflit inter-ethnique à Guadalcanal à la fin des années 1990 et au début des années 2000.

## Biographie
Le père d'Andrew Nori, Nori Nono'oohimae, est l'un des fondateurs du Maasina Ruru, mouvement de désobéissance civile à l'encontre des autorités coloniales britanniques dans les années 1940.
Avocat plaidant (barrister) de profession, Andrew Nori est « l'un des premiers Salomonais qualifiés pour devenir avocats », et devient à terme président du barreau salomonais.
Sa carrière en politique nationale débute lorsqu'il est élu député de la circonscription 'Are'are-ouest au Parlement national, lors des législatives du 24 octobre 1984. Le premier ministre  Sir Peter Kenilorea le nomme ministre de l'Intérieur et ministre chargé de la coordination avec les gouvernements provinciaux ; il occupe ce poste pendant quatre ans. Réélu député en 1989, à la tête du Front national pour le progrès, il occupe un temps le poste de chef de l'opposition officielle au gouvernement du premier ministre Solomon Mamaloni. Il entame son troisième mandat de député en 1993, et est nommé ministre des Finances par le premier ministre Francis Billy Hilly. En septembre 1994, il démissionne, accusé d'avoir reçu plus de A$ 70 000 sur son compte personnel de la part d'une « source étrangère dont l'identité n'est pas révélée ». Il affirme qu'il avait déclaré ces revenus auprès des autorités compétentes, mais quitte son ministère « en attendant que son nom soit blanchi ». Il ne retrouve jamais ses fonctions, et est battu dans sa circonscription lors des législatives d'août 1997. Ceci marque la fin de sa carrière en politique nationale
,.
Lorsque des groupes militants d'autochtones de Guadalcanal commencent à agresser systématiquement des migrants internes venus de Malaita, fin 1999, la Malaita Eagle Force se constitue en tant que groupe armé pour défendre les Malaitans de Guadalcanal. Nori, lui-même originaire de Malaita, devient rapidement le « dirigeant », ou du moins le « porte-parole », de la Eagle Force,.
Le 5 juin 2000, Nori, à la tête de la Eagle Force, mène un coup d'État armé, prenant le premier ministre Bartholomew Ulufa'alu en otage et le contraignant à démissionner. Nori accuse Ulufa'alu de n'avoir pas su empêcher une escalade des violences inter-ethniques à Guadalcanal. La Eagle Force « contrôle » brièvement la capitale, Honiara,,,. Nori indiqua qu'il a mené le coup d'État parce qu'il y avait « un besoin immédiat de changement de gouvernement, qui se focalise davantage sur la recherche de la paix, et d'un mécanisme et de méthodes plus efficaces pour y parvenir ; et qui se focalise sur une négociation entre les parties en guerre à Guadalcanal ». Le coup d'État mène rapidement à l'arrivée d'une délégation du Groupe d'Action ministérielle du Commonwealth. Nori s'en réjouit, dans l'espoir que cette intervention produise un accord de paix entre les factions ethniques. Le Parlement élit Manasseh Sogavare à la tête du gouvernement, remplaçant Ulufa'alu, et les conflits inter-ethniques cessent pour la plupart avec l'Accord de paix de Townsville en octobre.
Nori se retire de la scène politique, et poursuit son travail d'avocat.
En septembre 2000, la Pacific Media Watch l'accuse d'avoir menacé le journaliste Duran Angiki et sa famille au sujet d'un rapport que ce dernier avait publié au sujet de Nori ; celui-ci affirmait que les informations dans ce rapport étaient erronées.
En 2011, il travaille comme consultant pour le gouvernement dans le cadre d'une réforme des lois foncières, en vue d'une législation protégeant la propriété coutumière autochtone des terres. En 2012, il est élu président du Comité national olympique salomonais.
Il décède à l'hôpital à Honiara le 9 juillet 2013, « après une longue maladie ».
Sa veuve, Delmah Nori, est également engagée en politique, comme fondatrice du parti des Douze piliers vers la paix et la prospérité en 2010. Elle a en outre été présidente de l'Association salomonaise de netball.